# الرابطة الوطنية للأخصائيين الاجتماعيين
الرابطة الوطنية للأخصائيين الاجتماعيين (NASW) هي منظمة مهنية للأخصائيين الاجتماعيين في الولايات المتحدة. NASW لديها حوالي 120,000 عضوا. يوفر NASW التوجيه والأبحاث والمعلومات الحديثة والدعوة وغيرها من الموارد لأعضائها وللأخصائيين الاجتماعيين بشكل عام. أعضاء NASW أيضا قادرة على الحصول على التأمين من سوء الممارسة، والمنشورات للأعضاء فقط، وخصومات على المنتجات والخدمات الأخرى، والتعليم المستمر.

## التاريخ
تأسست الرابطة الوطنية للأخصائيين الاجتماعيين في عام 1955 من خلال دمج المنظمات السبع التالية:
الرابطة الأمريكية للأخصائيين الاجتماعيين
الرابطة الأمريكية للأخصائيين الاجتماعيين النفسيين
الرابطة الأمريكية لعمال المجموعات
رابطة دراسة تنظيم المجتمع
الرابطة الأمريكية للأخصائيين الاجتماعيين الطبيين
الرابطة الوطنية للأخصائيين الاجتماعيين في المدارس
مجموعة أبحاث العمل الاجتماعي
وتشمل الوظائف الأساسية لـ NASW تعزيز التطوير المهني لأعضائها، ووضع معايير الممارسة المهنية والحفاظ عليها، وتطوير السياسات الاجتماعية السليمة، وتقديم الخدمات التي تحمي أعضائها وتعزز وضعهم المهني. وقد وضعت الرابطة واعتمدت مدونة قواعد السلوك في الجمعية وغيرها من المعايير العامة والمتخصصة في الممارسات. يتم الترويج للشهادة وضمان الجودة من خلال أكاديمية الأخصائيين الاجتماعيين المعتمدين، وسجل NASW للأخصائيين الاجتماعيين السريريين، والدبلوماسية في العمل الاجتماعي السريري. ومن بين برامج العمل السياسي في الجمعية العمل السياسي من أجل انتخابات المرشحين وشبكة العمل التشريعي التعليمي. ترعى الجمعية أيضا، من خلال 56 فرعا لها في الولايات المتحدة والخارج، المؤتمرات المهنية وبرامج التعليم المستمر، وتنتج المجلات (مثل العمل الاجتماعي الرائد)، والكتب، والأعمال المرجعية الرئيسية لهذه المهنة.

## فصول
لدى NASW 55 فصلاً، تخدم أعضاءها من خلال إنشاء وحدات أو فروع أو مناطق أو أقسام. ولها فصل واحد في كل من الولايات الخمسين، مع فصول إضافية في مدينة نيويورك، وواشنطن دي.C، وبورتوريكو، وجزر فرجن التابعة للولايات المتحدة، وغوام.

## مدونة الأخلاقيات
وافقت جمعية مندوب NASW لعام 1996 (التي تم تنقيحها من قبل جمعية مندوب NASW لعام 2017) على مدونة أخلاقيات NASW (المتاحة باللغتين الإنجليزية والإسبانية)، والتي تهدف إلى أن تكون بمثابة دليل للسلوك المهني اليومي للأخصائيين الاجتماعيين. ويتضمن هذا القانون أربعة أقسام. القسم الأول، «الديباجة»، يلخص رسالة مهنة العمل الاجتماعي والقيم الأساسية. القسم الثاني، «الغرض من مدونة قواعد السلوك في NASW»، يقدم نظرة عامة على الوظائف الرئيسية للمدونة ودليل موجز للتعامل مع القضايا الأخلاقية أو المعضلات في ممارسة العمل الاجتماعي. يعرض القسم الثالث، «المبادئ الأخلاقية»، مبادئ أخلاقية واسعة، تستند إلى القيم الأساسية للعمل الاجتماعي، التي تُنير لممارسات العمل الاجتماعي. ويتضمن القسم الأخير، «المعايير الأخلاقية»، معايير أخلاقية محددة لتوجيه سلوك الأخصائيين الاجتماعيين وتوفير أساس للفصل. ومنذ عام 2012، تتضمن مدونة الأخلاقيات سياسة عدم التمييز ضد المثليات والمثليين ومزدوجي الميل الجنسي ومغايري الهوية الجنسانية. يتضمن تنقيح عام 2018 لمدونة الأخلاقيات 19 تغييرًا تتناول المسؤوليات الأخلاقية عند استخدام التكنولوجيا.

## الجمعية الوطنية للأخصائيين الاجتماعيين مؤسسة
الرابطة الوطنية لمؤسسة الأخصائيين الاجتماعيين (NASWF) هي منظمة خيرية أنشئت لتعزيز رفاه الأفراد والأسر والمجتمعات المحلية من خلال النهوض بممارسة العمل الاجتماعي. تأسست في عام 2001 وأهدافها هي:
تحديد وتطوير ومواجهة قضايا سياسة وممارسات العمل الاجتماعي.
المساعدة في الاستجابة السريعة للأزمات الاجتماعية.
دعم البحوث القائمة على الممارسة، بحيث ترتبط الممارسة والبحوث بشكل مباشر.
رفع مستوى التعريف بالعمل الاجتماعي وتعزيز احترام الجمهور للمهنة.
دعم تطوير أحدث التعليم المستمر الذي يعالج القضايا الحرجة.
تعزيز التطبيق المناسب للتكنولوجيا الجديدة لممارسة العمل الاجتماعي.
يدير هذا الصندوق مجلس إدارة من تسعة أعضاء يضم الرئيس الحالي لـ NASW، وثلاثة أعضاء في NASW، وثلاثة أفراد يعملون في مهن أخرى غير العمل الاجتماعي. ومن بين أعضاء مجلس الإدارة غير المُمَلِعين بالمدير التنفيذي لـ NASW الذي يشغل منصب رئيس المؤسسة والرئيس المنتخب لـ NASW.
تدير المؤسسة مجموعة واسعة من البرامج التعليمية والبحثية في محاولة لتحقيق رسالتها الأساسية المتمثلة في تعزيز رفاه الأفراد والأسر والمجتمعات المحلية من خلال النهوض بسياسات وممارسات العمل الاجتماعي. ويبلغ مجموع أصول المؤسسة أكثر من 3.1 مليون دولار، بما في ذلك منحة صندوق النقد الدولي (NASWF) الممول من التبرعات المقدمة من أعضاء NASW وغيرهم من المؤيدين.

## الشهر الوطني للعمل الاجتماعي المهني
NASW قدم الوطنية المهنية العمل الاجتماعي شهر للمرة الأولى في مارس 1963. وكان الغرض الأصلي هو تشجيع الدعم العام والاهتمام بالعمل الاجتماعي كمهنة. تمكنت NASW من خلق ضجة حول شهر العمل الاجتماعي من خلال إشراك الجمهور من خلال حملات إعلانية تلفزيونية مختلفة بثت طوال الستينات. وقد نجح هذا التكتيك في السنوات الأولى، حيث أسفر عن تلقي أكثر من 000 35 رسالة دعم من الجمهور وجذب تغطية إعلامية للأخصائيين الاجتماعيين البارزين في الصحف المحلية.
لم يعترف البيت الأبيض رسميًا بشهر مارس حتى عام 1984 باعتباره شهر العمل الاجتماعي المهني الوطني. تم تقديم قرار مشترك من قبل السناتور دانيال إينوي (500- هاواي) والنائب. إدولفوس تاونز (500-نيويورك) تعلن مارس 1984 شهر العمل الاجتماعي الوطني. تبع ذلك دفعة ضغط من فصول NASW ورعاية السناتور. ستروم ثورموند (آر إس سي). تم تمرير القرار من قبل مجلس الشيوخ ووقعه الرئيس رونالد ريغان ليصبح قانونًا.

## مطبعة NASW
NASW الصحافة هي شعبة الرابطة الوطنية للأخصائيين الاجتماعيين التي تنشر الكتب والمجلات لمهنة العمل الاجتماعي. تأسست مطبعة NASW رسميًا في عام 1990 لتعزيز منحة العمل الاجتماعي من خلال نشر الكتب والمجلات وغيرها من الموارد. تتضمن مجموعة منشورات NASW Press صحيفة شهرية، ومجلات أكاديمية، ونصوص علمية، وأدلة ممارسات، وأعمال مرجعية، وكتيبات، وكتيبات، ومقاطع فيديو.
في عام 2010، نشرت NASW Press أكثر من 100 كتاب مدرسي علمي، ومجلات مراجعة من الأقران، وأدلة ممارسات، وأعمال مرجعية، وكتيبات، ومقاطع فيديو، وكتيبات في الولايات المتحدة وخارجها.

### المنشورات
مجلة دعاة العمل الاجتماعي وأخبار NASW
بداية من أغسطس 2018 أصبحت مجلة «محامون العمل الاجتماعي» الوسيلة الأساسية لـ NASW للتواصل مع الأعضاء حول أنشطة الجمعيات والتطورات في الممارسة المهنية والسياسة الاجتماعية. وهو يحمل بيانات رأي من مجموعة متنوعة من المتحدثين الرسميين، ورسائل إلى المحرر، حسبما يسمح به الفضاء. الآراء التي أعرب عنها لا تمثل بالضرورة مواقف من NASW. وتصدر المجلة مرتين في شهر. حلت محل ناسو نيوز، التي بدأت في النشر في عام 1956 وكانت الصحيفة الرسمية للرابطة الوطنية للأخصائيين الاجتماعيين. العديد من القضايا من أخبار NASW متاحة على المحفوظات على الإنترنت.
اليوميات
منذ أن بدأت NASW في نشر مجلتها الرئيسية، العمل الاجتماعي، في عام 1955، نمت محفظتها إلى خمس مجلات - بما في ذلك المجلات المتخصصة للأطفال والمدارس، والصحة والعمل الاجتماعي، وأبحاث العمل الاجتماعي - وملخصات العمل الاجتماعي.
ملخصات العمل الاجتماعي هي مورد للبحث الأدبي في العمل الاجتماعي والرعاية الاجتماعية. ويعين رئيس NASW أعضاء في المجموعة الاستشارية للمجلة، التي تضع سياسة للمجلة.
أعمال مرجعية
من بين الأعمال المرجعية لـ NASW Press ، موسوعة العمل الاجتماعي وقاموس العمل الاجتماعي هي العناوين الأكثر توزيعًا على نطاق واسع. في عام 2010، الموسوعة والقاموس على التوالي في طبعتيهما العشرين و5. يتم مراجعة بيانات سياسة NASW ونشرها كل ثلاث سنوات في «التحدث عن العمل الاجتماعي»، والذي هو الآن في نسخته الحادية عشرة.
الكتب
اعتبارًا من يوليو 2020، تحتوي NASW على 111 غطاء لين و 56 كتابًا إلكترونيًا في التداول. يتضمن كتالوج الصحافة في NASW الكتب العلمية/ الكتب الإلكترونية، وأدلة الممارسة، والكتيبات للتعليم والتدريب، ومقاطع الفيديو، وأقراص الفيديو الرقمية، والملصقات.
- جمعية الأخصائيين الاجتماعيين المحترفين
- الاتحاد الدولي للأخصائيين الاجتماعيين